# Dipaenae salcedo
Dipaenae salcedo là một loài bướm đêm thuộc phân họ Arctiinae, họ Erebidae.